# San Juan Capistrano
San Juan Capistrano é uma cidade localizada no estado americano da Califórnia, no condado de Orange. Foi incorporada em 19 de abril de 1961.

## Geografia
De acordo com o United States Census Bureau, a cidade tem uma área de 37 km², dos quais 36,6 km² estão cobertos por terra e 0,4 km² por água.

### Localidades na vizinhança
O diagrama seguinte representa as localidades num raio de 16 km ao redor de San Juan Capistrano.

## Demografia
Segundo o censo nacional de 2010, a sua população é de 34 593 habitantes e sua densidade populacional é de 945,92 hab/km². Possui 11 940 residências, que resulta em uma densidade de 326,49 residências/km².

## História
San Juan Capistrano é o local de uma missão católica para a qual foi nomeado, Misión de San Juan Capistrano. Quando a missão foi fundada em 1776, a região era povoada pelos nativos  Acjachemen, chamado Juaneños pelos espanhóis. A missão recebeu o nome de João de Capistrano (1386–1456), o santo franciscano de Capestrano, na região italiana dos Abruzos.
Na década de 1830 Richard Henry Dana, Jr., autor do clássico "Two Years Before the Mast" visitou a área como um marinheiro envolvida no comércio de couro a bordo do navio Pilgrim. Descrevendo o local, que então incluía o que é hoje a cidade vizinha de Dana Point, ele se emocionou, "San Juan é o único local romântico na Califórnia." A área também foi o local do primeiro romance de Zorro de Johnston McCulley, The Curse of Capistrano, publicado em 1919 (mais tarde renomeado The Mark of Zorro após o sucesso do filme homônimo).